# Kallkälltjärnen (Arvidsjaurs socken, Lappland)
Kallkälltjärnen är en sjö i Arvidsjaurs kommun i Lappland och ingår i Byskeälvens huvudavrinningsområde.